# Matica dalmatinska
Matica dalmatinska osnovana je 27. 7. 1862. godine i pokreće glasilo "Narodni koledar" u kojem se objavljuju tekstovi čijim se sadržajem podiže nacionalna svijest. Njen osnivač je Božidar Petranović, uz pomoć Mihovila Klaića i Mihovila Pavlinovića, a on je i njen prvi predsjednik do 1874. Osim glasila osnivaju se i slavenske čitaonice, kakve su se sljedećih godina otvarale u svakoj većoj dalmatinskoj sredini.

## Vanjske poveznice
- Božidar Petranović Hrvatska enciklopedija (LZMK)